# Sainte-Aurence-Cazaux
 Sainte-Aurence-Cazaux  là một xã của tỉnh Gers, thuộc vùng Occitanie, tây nam nước Pháp.
Sainte aurence cazaux.JPG|250px]]